# ورد شرقي
ورد شرقي (الاسم العلمي:Rosa orientalis) هو نوع من النباتات يتبع جنس الورد من الفصيلة الوردية.